# A saia da Carolina

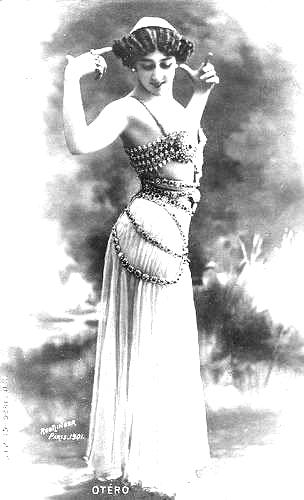
Há versões que dizem que A saia da Carolina foi inspirada na Caroline Otero.

A saia da Carolina ou A Carolina é uma música tradicional que faz parte de uma tradição comum galego-portuguesa, porém também tem presença nalgumas zonas de Castela e Leão.
Em Portugal esta música é frequentemente encontrada no ensino pré-primário.

## Origens
Não se sabe ao certo onde surgiu ou até quando, pensa-se que nasceu algures na Galiza ou pelo Norte de Portugal.
É de origem anónima e de procedência desconhecida como a maioria das cantigas populares, há muitas versões e a maioria têm trechos muito parecidos e outros divergentes. A versão mais conhecida na Galiza é a da banda Fuxan os ventos.
Há várias hipóteses acerca da origem desta canção, uma delas conta que a Carolina seria uma peixeira, outra, diz que trata sobre os amores do Padre Damián com a sua criada Carolina, mulher de um moleiro chamado Xosé e até uma que relaciona a Carolina com a Caroline Otero.

## Enredo
A cantiga fala de uma cachopa chamada Carolina que quando baila mexe o lagarto que leva na sua saia e que namora com o(s) seu(s) amor(es). Tal como muitas canções tradicionais galego-portuguesas, tem sentido duplo que faz dela uma cantiga atrevida e pitoresca. Por exemplo, o rabo do lagarto faria referência à excitação do homem.